# Thericleidae
Famille
Les Thericleidae sont une famille d'insectes orthoptères.

## Distribution
Les espèces de cette famille se rencontrent en Afrique et au Proche-Orient.

## Liste des genres
Selon Orthoptera Species File (16 juillet 2018) :
- sous-famille Afromastacinae Descamps, 1977
  - tribu Afromastacini Descamps, 1977
    - genre Adelothericles Descamps, 1977
    - genre Afromastax Descamps, 1977
    - genre Dichromothericles Descamps, 1977
    - genre Meiothericles Descamps, 1977
    - genre Thamithericles Descamps, 1977

  - tribu Clerithesini Descamps, 1977
    - genre Clerithes Bolívar, 1914

  - tribu Galeicleini Descamps, 1977
    - genre Callithericles Descamps, 1977
    - genre Calothericles Descamps, 1977
    - genre Galeicles Descamps, 1977
    - genre Litothericles Descamps, 1977

  - tribu Lygothericleini Descamps, 1977
    - genre Caenothericles Descamps, 1977
    - genre Lygothericles Descamps, 1977
    - genre Pissothericles Descamps, 1977

  - tribu Parathericleini Descamps, 1977
    - genre Parathericles Burr, 1899
    - genre Thericlella Bolívar, 1914

  - tribu Thericlesiellini Descamps, 1977
    - genre Megalithericles Descamps, 1977
    - genre Thericlesiella Descamps, 1964
- sous-famille Barythericleinae Descamps, 1977
  - genre Barythericles Descamps, 1977
- sous-famille Chromothericleinae Descamps, 1977
  - genre Acanthothericles Descamps, 1977
  - genre Chromothericles Descamps, 1977
  - genre Dimorphothericles Descamps, 1977
- sous-famille Loxicephalinae Descamps, 1977
  - genre Loxicephala Descamps, 1977
- sous-famille Plagiotriptinae Bolívar, 1914
  - tribu Phaulotypini Descamps, 1977
    - genre Phaulotypus Burr, 1899
    - genre Urrutia Ramme, 1925

  - tribu Pieltainidini Descamps, 1977
    - genre Mastarammea Descamps, 1977
    - genre Pieltainidia Ramme, 1925

  - tribu Plagiotriptini Bolívar, 1914
    - genre Cymatopsygma Karsch, 1896
    - genre Plagiotriptus Karsch, 1889

  - tribu Socotrellini Popov, 1957
    - genre Socotrella Popov, 1957
- sous-famille Thericleinae Burr, 1899
  - tribu Bunkeyini Descamps, 1977
    - genre Bunkeya Bolívar, 1914

  - tribu Lophothericleini Descamps, 1977
    - genre Acrothericles Descamps, 1977
    - genre Ibonikawhite Stals & Armstrong, 2016
    - genre Lophothericles Descamps, 1977
    - genre Paurothericles Descamps, 1977

  - tribu Microthericleini Descamps, 1977
    - genre Athlithericles Descamps, 1977
    - genre Dysidiothericles Descamps, 1977
    - genre Microthericles Descamps, 1977
    - genre Xenothericles Descamps, 1977

  - tribu Pseudothericleini Descamps, 1977
    - genre Bufothericles Descamps, 1977
    - genre Icmalides Descamps, 1977
    - genre Mistothericles Descamps, 1977
    - genre Nepiothericles Descamps, 1977
    - genre Ophthalmothericles Descamps, 1977
    - genre Pseudothericles Burr, 1899
    - genre Stenothericles Descamps, 1977

  - tribu Raphithericleini Descamps, 1977
    - genre Harpethericles Descamps, 1977
    - genre Pseudharpethericles Descamps, 1977
    - genre Raphithericles Descamps, 1977

  - tribu Schulthessiellini Descamps, 1977
    - genre Hollisia Descamps, 1977
    - genre Oncothericles Descamps, 1977
    - genre Pseudoschulthessiella Descamps, 1977
    - genre Schulthessiella Bolívar, 1914
    - genre Uvaroviobia Descamps, 1977

  - tribu Thericleini Burr, 1899
    - genre Henicothericles Descamps, 1977
    - genre Kibariania Descamps, 1977
    - genre Thericles Stål, 1875
- sous-famille indéterminée
  - genre Smilethericles Baccetti, 1997

## Publication originale
- Burr, 1899 : Essai sur les Eumastacides. Anales de la Sociedad española de Historia natural, vol. 28, p. 75-112.